# Wilhelm Maul

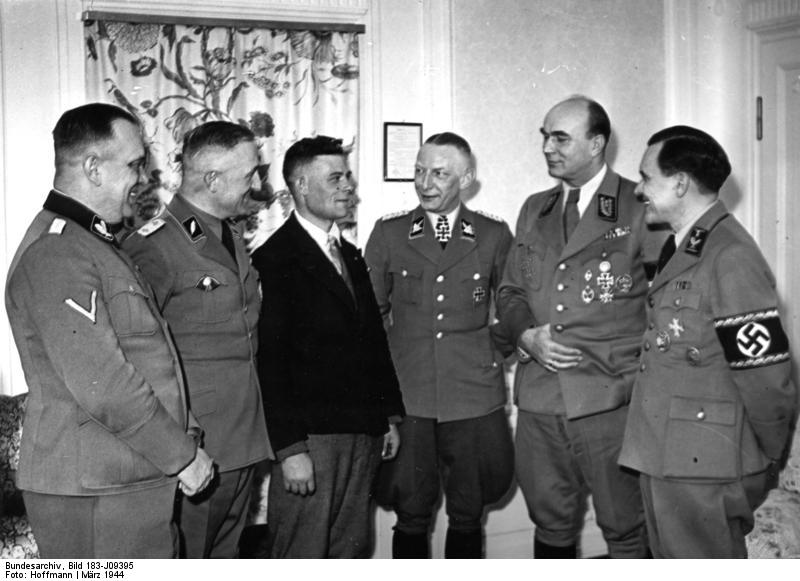
Wilhelm Maul (rechts) als Teilnehmer zum Empfang des millionsten Umsiedlers im Reichsgau Wartheland

Wilhelm Friedrich August Maul alias Wilhelm Egge (* 18. Juni 1903 in Gelsenkirchen; † 2. März 1985 in Darmstadt) war ein hoher NS-Funktionär. Bereits vor 1933 in der Partei und im Parteidienst engagiert, machte er nach 1933 Karriere und war von 1940 bis 1945 Gaupropagandaleiter des Reichsgaus Wartheland, der zum annektierten Teil Polens gehörte. Nach dem Zweiten Weltkrieg tauchte Maul unter, wechselte seinen Nachnamen und nannte sich Egge.

## Herkunft, Ausbildung, Berufstätigkeit
Wilhelm Maul wurde am 8. Juni 1903 als Wilhelm Friedrich August Maul und erster Sohn des Betriebsassistenten Wilhelm Maul und seiner Frau Frieda Maul in Gelsenkirchen geboren. 1909 zog die Familie nach Styrum um. Wilhelm Maul besuchte nach der Volksschule die Oberrealschule und schloss mit der Primareife ab.
Nach der Schule machte Wilhelm Maul ein Jahr lang eine kaufmännische Lehre in den Röchling’schen Eisenwerken in Saarbrücken. Von 1923 bis 1925 studierte er vier Semester an der Handelshochschule der TH München. Nach eigenen Angaben brach er das Studium infolge einer schweren Erkrankung ab.
1925 arbeitete er in der Abteilung Verkauf der Eisen- und Hüttenwerke in Bochum und wurde 1929 Leiter der Verkaufsabteilung beim Siegen-Solinger Gußstahlaktienverein (mitteldeutsches Stahlwerk) in Frankleben bei Merseburg, schied dort aber wegen „weltanschaulicher Gegensätze“ aus.
1933 heiratete Wilhelm Maul Martha Borchert in Schkeuditz, Kreis Merseburg. Aus der Ehe gingen mindestens vier Kinder hervor.

## Parteikarriere

### Vor der Machtübernahme
Bereits während seines Studiums, 1923, wurde Maul nach eigenen Angaben Angehöriger des Münchner Wikingbund. Ab 1929 leistete er ehrenamtliche Tätigkeit im Parteidienst. Von 1929 bis 1933 fungierte er als Angehöriger der SA (Sturmabteilung) und Amtswalter, Ortsgruppenpropagandaleiter, Kreisredner, Mitarbeiter im Kreisstab, in der Gauleitung und im Gauamt NS-Hago. Zudem gab er an, vom 1. November 1931 bis März 1933 ehrenamtliche Tätigkeiten für die Partei in den Alpen- und Donau-Reichsgauen übernommen zu haben. Maul trat zum 1. November 1931 in die NSDAP ein (Mitgliedsnummer 684.368).

### Nach der Machtübernahme
Nach Januar 1933 wurde Maul an der parteiamtlichen Schule Wannsee ausgebildet und übernahm von da an hauptamtliche Parteitätigkeiten, mit denen Umzüge nach Halle (Saale) und Lützen verbunden waren. Wilhelm Maul war als Gauredner, Gauabteilungsleiter, stellvertretender Gauschulungswalter der DAF und Gaugeschäftsführer der DAF tätig. Von 1934 bis 1937 war er außerdem Schulleiter der Gauschule II Lützen des Gaues Halle-Merseburg. Von Dezember 1936 bis Dezember 1939 war er Leiter des Reichspropagandaamtes/Gaupropagandaleiter des Gaus Halle-Merseburg. Zudem war er seit März/April 1938, nach dem Einmarsch der deutschen Truppen in Österreich, als Beauftragter des Reichsministers für Volksaufklärung und Propaganda in Wien tätig sowie als kommissarischer Leiter des Reichspropagandaamtes Wien. 1939 übernahm er eine entsprechende Tätigkeit in Mähren.
Seine Karriere trieb Maul auch durch Übernahme weiterer Funktionen voran: Er agierte u. a. als Vorstandsmitglied der deutschen Landesbühne e.V., war Mitglied des Beirats der Landesplanungsgemeinschaft der Provinz Sachsen und Mitglied des Fachbeirats des Instituts für deutsche Wirtschaftspropaganda in Berlin.
Es ist davon auszugehen, dass Maul die deutsche Wehrmacht beim Überfall und der Besetzung Polens 1939 begleitete. Im November 1940 schlug ihn nämlich der Gaupersonalamtsleiter Wartheland und der Gauleiter und Reichsstatthalter Arthur Greiser für das Kriegsverdienstkreuz II. Klasse vor. Maul sei mit den Truppen eingerückt und habe sich um die geistige Betreuung der Volks- und Baltendeutschen sowie der Wehrmacht verdient gemacht.

## Gaupropagandaleiter und Landeskulturwalter des Warthegaus

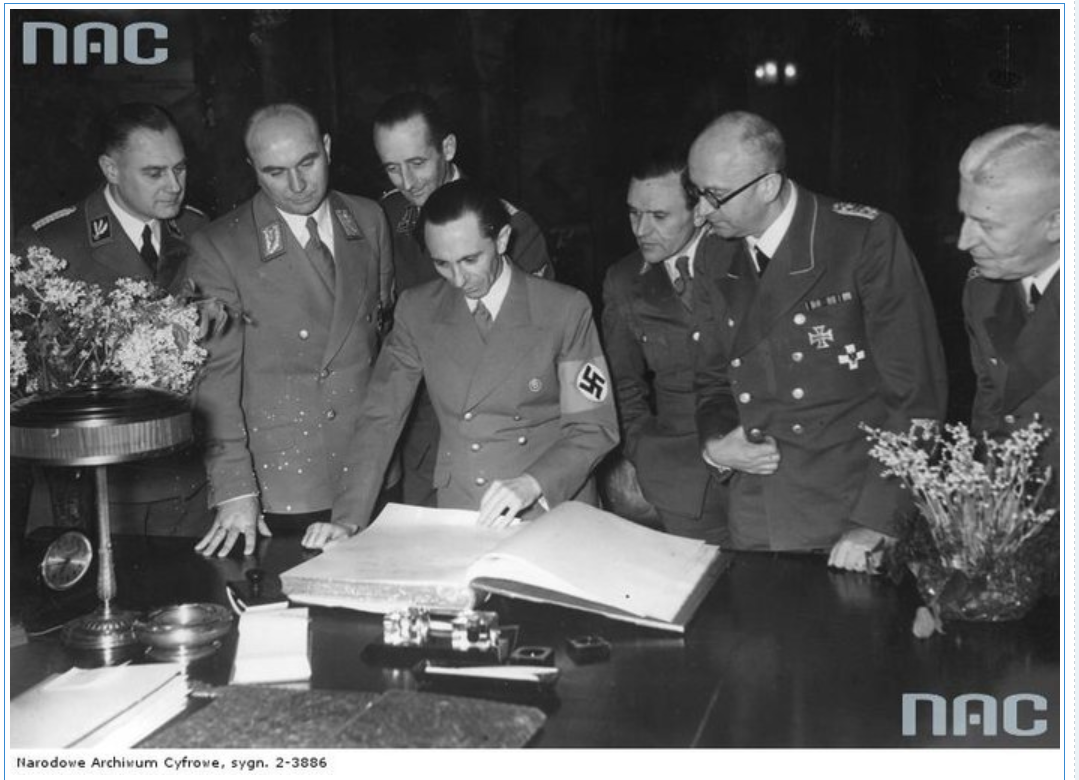
In der Mitte des Fotos, im Buch blätternd Joseph Goebbels, vom Betrachter aus rechts hinter ihm stehend Wilhelm Maul. Links neben Goebbels Arthur Greiser.

Im Januar 1940, nach dem Überfall auf Polen, wurde Maul in Posen, im neu gegründeten Reichsgau Wartheland, Gaupropagandaleiter und Landeskulturwalter.
Maul fiel somit auch die Aufgabe zu, den Vorzeigegau Wartheland „kulturell zu germanisieren“. Schon im September 1940 war er Mitorganisator der Posener Musikwochen. Ab Januar 1941 wurde er zum Chef des Kulturrings Reichsgau Wartheland. Im August 1941, anlässlich einer erneuten Posener Musikwoche, etablierte Maul zusammen mit dem Oberbürgermeister von Posen, Gerhard Scheffler, den Musikpreis des Reichsgaues Wartheland. Im Oktober 1941 wurde er Präsident der Gemeinschaft zur Förderung der Deutschen Kunst im Reichsgau Wartheland. Im Mai 1942 wurde der 75. Geburtstag des Deutschen Theaters in Litzmannstadt (Lodz) gefeiert. Zentraler Punkt der Feierlichkeiten war die Rede Mauls, in der er laut Litzmannstädter Zeitung appellierte, jeder einzelne müsse im Kampf gegen slawische Plan- und Zuchtlosigkeit aus den inneren Kräften den Willen einer großen Zukunft schöpfen, der allein einer großen Form und Gestalt geben könne. Weiter berichtete die Litzmannstädter Zeitung über die Rede Mauls: „Mit der Leidenschaft eines alten Nationalsozialisten ging Pg. Maul die Fragen und Aufgaben der Künstler in den neuen jungen Ostgebieten an. (…) Die Voraussetzung seiner Tätigkeit, die eine wesentliche, erzieherische und in weitestem Sinne volksbildende sei, ist: In erster Linie ein Nationalsozialist und fanatischer Bekenner deutscher Wesensgrundsätze zu sein.“
Aufenthalte in Lodz sind für Maul mehrfach nachweisbar. Schon am 11. April 1940 besuchte Maul mit Gattin, Gauleiter Geiser und dessen Tochter Ingrid sowie Gauwirtschaftsberater Paul Patzer Lodz. Für Geiser ist der anschließende Besuch des Ghettos Litzmannstadt nachweisbar.
Als Leiter des Gaupropagandaamtes war Wilhelm Maul nicht nur einer der wichtigsten Funktionäre dieses Gaues, sondern auch ein hoher SA-Führer. Seinen höchsten Rang in der SA erreichte er, als er am 20. April 1944 zum SA-Brigadeführer befördert wurde.
Ab Herbst 1944 veröffentlichte Maul regelmäßig Durchhalteartikel im Ostdeutschen Beobachter und trieb den Hitler-Kult mit Sätzen wie „Führer, du gabst uns einst die neue Heimat Wartheland. Führer, wir werden sie uns erhalten!“ auf die Spitze.

## Persönlicher Nutzen aus politischen Ämtern
Während seiner Zeit in Posen fungierte Maul auch als Stadtrat und konnte deshalb eine Wohnung gratis in Anspruch nehmen.
Im September 1941 erhielt Maul die ehemalige polnische Domäne Königshof bei Neusiedeln, Landkreis Samter (Szamotuły), samt ganzem geschlossenen Betrieb für 18 Jahre zur Pachtung. Genehmigt hatte dies der Gauleiter und Reichsstatthalter Arthur Greiser, obwohl er nicht dazu befugt gewesen war, sondern eigentlich der zuständige Regierungspräsident. Daraus entwickelte sich eine rege Korrespondenz zwischen den zuständigen Ämtern und Maul, die bis zu Beginn des Jahres 1942 anhält. Auf die Nachfrage und ausdrücklichen Wunsch von Greiser wurde die Pachtung rückwirkend durch den Reichsminister für Ernährung bestätigt und als Ausnahme deklariert. Die Besetzung des Landkreises Samter war mit der Vertreibung der polnischen Bevölkerung, die die Mehrheit der Bevölkerung stellte, und der Deportation und Ermordung der jüdischen Einwohner verbunden. Zu der bereits ansässigen deutschen Minderheit kamen neu angesiedelte Deutsche hinzu.
Aus dem gerade enteigneten Besitz von Ottilie Fürstin Drucka-Lubecka auf Schloss Freihufen im Landkreis Rawitsch erwarb Maul ebenfalls sehr frühzeitig Mobiliar.

## Kriegsende und Nachkriegszeit
Am 28. Januar 1945, die Räumung des Warthegaus hatte am 16. Januar begonnen, wurde Maul als SS-Mann zum Wehrdienst eingezogen. Seine Familie kam bei der Verlegerfamilie Schroedel-Siemau auf deren Schloss Untersiemau bei Coburg unter. Im Verlag Hirt Reger und Schroedel-Siemau waren während der deutschen Okkupation einige Veröffentlichungen über den Warthegau erschienen (u. a. Das Antlitz des Deutschen im Wartheland, Posen, 1943; Der Warthegau. Landschaft und Siedlung in Werken deutscher Maler, Posen 1943; Rufer des Ostens, Posen, 1941).
Wohl mit oder nach Ende des Krieges wechselt Maul seinen Familiennamen und nannte sich fortan Wilhelm Egge. Offiziell wurde die Führung dieses Namens allerdings erst am 3. September 1953 durch die Bezirksregierung Koblenz genehmigt.
Mit den ehemaligen Kollegen und früheren Nazi-Funktionären bleibt er befreundet und vernetzt. Auch in die Naumann-Affäre war er involviert und wurde dem äußeren Kreis des Naumannzirkels zugerechnet. So schrieb er am 28. Dezember 1952 an Werner Naumann und regte dringend ein Treffen mit anderen Mitgliedern des Naumann-Kreises an.
Wilhelm Maul und seine Familie wechselten nach 1945 mehrmals den Wohnort und lebten in ländlichen Gegenden in Rheinland-Pfalz (Langenlonsheim) und Hessen, zuletzt im Odenwald. Maul betrieb einen Stahlhandel.
Er starb am 21. März 1985 in Darmstadt.